# Throssell River
Der Throssell River ist ein Fluss in der Kimberley-Region im Norden des australischen Bundesstaates Western Australia.

## Geographie
Der Fluss entspringt an den Osthängen des Mount Clifton nördlich des Westteils der King Leopold Ranges und fließt zunächst nach Osten und dann nach Süden. Etwa sieben Kilometer westlich der Siedlung Mornington mündet der Throssell River in den Adcock River.

### Nebenflüsse mit Mündungshöhen
Der Throssell River hat folgende Nebenflüsse:
- Grey Mare Creek – 245 m
- Mountain Creek – 233 m